# Erika Scheffen
Erika Scheffen (geboren 5. März 1921 in Berlin; gestorben 1. Januar 2008 in Berlin) war eine deutsche Juristin. Sie war von 1969 bis 1987 Richterin am Bundesgerichtshof in Karlsruhe.

## Familie, Kindheit und Jugend
Erika Scheffens Mutter war die Politikerin und Frauenrechtlerin Luise Scheffen-Döring, geboren am 5. November 1887, gestorben in Köln.
Scheffens Mutter nahm als erste Gasthörerin ohne Abitur an allgemeinen philosophischen Vorlesungen der Berliner Universität teil und studierte an der Sozialen Frauenschule von Alice Salomon. Sie hatte nicht die Möglichkeit gehabt, Abitur zu machen.
Erika Scheffens Vater war der Theologe in dritter Generation Wilhelm Scheffen, geboren am 1. Januar 1866, gestorben im August 1942 in Berlin. Erika war sein siebtes Kind. Scheffens Vater war bis zum Ende seiner ersten Ehe Pfarrer, danach Hauptgeschäftsführer des Central-Ausschusses der Inneren Mission in Berlin. Gemeinsam mit Bertha von der Schulenburg gründete er die später von ihr geleitete Soziale Schule der Inneren Mission. Wilhelm Scheffen starb im August 1942.
Scheffens Eltern waren Mitgründer der Deutschen Demokratischen Partei (DDP) Berlin und wurden in den Reichsparteiausschuss gewählt. Scheffens Mutter wurde Stadtverordnete in Berlin-Schöneberg und lernte dort Marie Munk kennen, die erste deutsche Richterin. Luise Scheffen war Mitglied der Frauenbewegung, publizierte Bücher und Aufsätze und trat als Rednerin auf. 1916 erhielt sie an der Universität Leipzig den ersten Preis des ausgelobten Buches Wechselwirkungen der Frauenbewegung und christlicher Liebestätigkeit im 19. Jahrhundert. Sie veröffentlichte Das politische Wahlrecht und die christlichen Frauen und Frauen von heute. 1933 musste sie ihre politischen Aktivitäten einstellen. Sie war eine der sieben Unterzeichnerinnen einer Eingabe vom Februar 1933 an den Deutschen Evangelischen Kirchenausschuss in Berlin, in dem gefordert wurde, sich für die jüdischen Mitbürger einzusetzen und der missbräuchlichen Benutzung christlicher Begriffe im Wahlkampf entgegenzutreten.
Erika Scheffen hatte zwei Vollgeschwister, den Rechtsanwalt Wilhelm Scheffen (geboren am 27. Juni 1919) und die Geigenlehrerin Marie-Luise Scheffen, geboren am 30. Juli 1925 in Berlin, mit denen sie im neu gebauten Bayerischen Viertel in Berlin ihre Kindheit verbrachte. Ihre Familie war evangelisch christlich, liberal und sozial eingestellt. Scheffen wurde in die Rückert-Schule eingeschult und besuchte später die vierte höhere Mädchenschule in Schöneberg. Gemeinsam mit Mitschülerinnen nahm sie an den Tanzdarbietungen zur Eröffnung der Olympischen Spiele 1936 teil. Im Winter 1939/1940 leistete sie ihren Arbeitsdienst in Templin in der Uckermark ab und erhielt ohne Prüfungen das Abiturzeugnis, in das die Noten aus dem Vorjahr übernommen wurden. Als die Wohnung der Familie durch Bomben zerstört worden war, zogen Mutter und Kinder in das Haus der Familie in Tambach-Dietharz in Thüringen.

## Beruflicher Werdegang
1940 machte Scheffen Abitur. Das danach begonnene Volkswirtschaftsstudium beendete sie nach zwei Semestern und wechselte an die Juristische Fakultät. Diese Studienwahl war damals für Frauen sehr ungewöhnlich. Ihr war bewusst, dass sie unter den damaligen politischen Verhältnissen weder Staatsanwältin noch Richterin werden konnte, doch sie vertraute auf den politischen Wandel.
Ihren Vorbereitungsdienst begann die Juristin am Amtsgericht Breisach, kam aber dann wegen der Schließung des Amtsgerichts nach Waldkirch und später nach Saarbrücken. Viele Sitzungen fanden wegen der Angriffe im Bunker statt. Es folgte eine Evakuierung des Gerichts nach Sulzbach, schließlich aber wurde es auch dort sehr gefährlich, und der stellvertretende Landgerichtspräsident schickte Erika Scheffen zu ihrer Familie zurück. Dort war sie sieben Monate lang in einem Krankenhaus in Ohrdruf Schwesternhelferin.
Nach dem Ende des Krieges wollte sie ihre Ausbildung in Saarbrücken fortsetzen, was die Behörde aber mit dem Verweis auf ihre Berliner Herkunft ablehnte. Bei einem befreundeten Rechtsanwalt konnte sie zunächst arbeiten, bis auch dort ihre fehlende Vereidigung dies nicht mehr gestattete. Sie war dann bei der Inneren Mission tätig und baute die Zweigstelle Neunkirchen auf. Erst am 10. Dezember 1948 konnte Scheffen in Saarbrücken ihr Assessorexamen (Großes Juristisches Staatsexamen) ablegen, das sie mit der Note gut bestand.
Das Justizministerium teilte ihr mit, dass man eine Frau allenfalls als Jugend- und Vormundschaftsrichterin einsetzen könne. Im Januar 1950 trat Erika Scheffen ihren Dienst an, im Februar wurde sie zur Gerichtsassessorin ernannt und zweieinhalb Jahre später vom Landgericht angefordert. Im Mai 1952 wurde sie zur Landgerichtsrätin ernannt, im Juli 1953 auf Lebenszeit verbeamtet. 1955 wechselte sie an das Oberlandesgericht Saarbrücken, wo sie zur Oberlandesgerichtsrätin ernannt wurde. Sie war die ganze Zeit über die einzige Frau in der saarländischen Justiz.
Am 9. Dezember 1969 wurde Erika Scheffen zur Richterin am Bundesgerichtshof ernannt. Sie war nach Gerda Krüger-Nieland, mit der sie bald eine enge Freundschaft verband, die zweite Frau an diesem Gericht. Sie war dem 6. Senat unter dem Vorsitz von Richter Pehle, später von Erich Steffen zugeteilt. Am 31. August 1987 ging sie in Pension.
Nach ihrer Pensionierung bildete sie zusammen mit dem ehemaligen Mitarbeiter am Bundesgerichtshof Frank Pardey in 16 deutschen Städten Rechtsanwälte zum Thema Haushaltsführungsschaden weiter. In den Kommissionen Gentechnologie und Ältere Menschen nahm sie beim Deutschen Juristinnenbund Einfluss auf die Entwicklung der Themen Patientenverfügung und Vorsorgevollmacht und wurde Vorsitzende einer Unterkommission zum neuen Betreuungsrecht.
Ab 2002 lebte Scheffen wieder in Berlin. Sie starb am 1. Januar 2008.
Scheffens Nachlass befindet sich seit 2009 im Landeskirchlichen Archiv Karlsruhe.

## Verfahren
Anfangs lag der Schwerpunkt von Scheffens Tätigkeit als Berichterstatterin im 6. Senat bei Fällen, in denen es um Haushaltsführungsschäden bei Tod oder Verletzung von Hausfrau oder Hausmann. Auch in Verfahren zu Arzthaftung, Produzentenhaftung und Persönlichkeitsschutz übernahm sie später die Aufgabe der Berichterstattung. Wo es ihr sinnvoll erschien, machte sie den Versuch, das Recht weiterzuentwickeln.

## Ämter und Mitgliedschaften
- 1953–1959: Berufenes Mitglied der Kreissynode Saarbrücken[3]
- 1966–1969: Stellvertretende Vorsitzende, dann Vorsitzende des Evangelischen Bildungswerkes Saarbrücken
- Deutscher Juristinnenbund: Mitglied der Kommissionen Gentechnologie und Ältere Menschen (1991), Vorsitzende einer Unterkommission zum neuen Betreuungsrecht[6]
- Evangelische Landeskirche Baden: Mitglied im Umweltbeirat
- Deutsch-Ungarischer Juristinnenbund
- Westfälischer Kirchentag Rheinland
- Konstanzer Arbeitskreis für Sportrecht: Leitung
- Soroptimist International: Als Nachfolgerin von Erna Scheffler eine von zwei Governors für Deutschland[6]
- 1994: Mitbegründerin der Zeitschrift für Sport und Recht

## Engagement
Erika Scheffen engagierte sich während ihrer Zeit in der saarländischen Justiz in zahlreichen Ehrenämtern in der evangelischen Kirche, so etwa im Evangelischen Bildungswerk Saarbrücken und der dortigen Ehe- und Familienberatungsstelle.

## Auszeichnungen
- 1998: Bundesverdienstkreuz für ihre zahlreichen sozialen Tätigkeiten

## Veröffentlichungen (Auswahl)
- Erika Scheffen, Frank Pardey: Die Rechtsprechung des BGH zum Schadensersatz beim Tod einer Hausfrau und Mutter. 1985, 2. Auflage 1986,
- Erika Scheffen (Hrsg.): Haftung und Nachbarschutz im Sport. Verlag C. F. Müller, 1985, ISBN 978-3811444850
- Erika Scheffen, Frank Pardey: Die Rechtsprechung des BGH zum Schadensersatz beim Ausfall von Haushaltsführung und Bareinkommen. 3. Auflage, 1994
- Erika Scheffen, Frank Pardey: Schadensersatz bei Unfällen mit Kindern und Jugendlichen. 1995, ISBN 9783406400117; 2. Auflage 2003 unter dem Titel Schadensersatz bei Unfällen mit Minderjährigen.
- Erika Scheffen: Munk, Marie. In: Neue Deutsche Biographie (NDB). Band 18, Duncker & Humblot, Berlin 1997, ISBN 3-428-00199-0, S. 595–597 (Digitalisat).
- Erika Scheffen (Hrsg.): Sport, Recht und Ethik. Boorberg Verlag, 1998, ISBN 978-3415024298